# Natalja Nikolajewna Iljina
Natalja Nikolajewna Iljina (russisch Наталья Николаевна Ильина; * 3. Juni 1985 in Tscheboksary) ist eine ehemalige russische Skilangläuferin.

## Werdegang
Iljina nahm von 2003 bis 2019 an Wettbewerben der FIS teil. Ihren ersten internationalen Erfolg hatte sie bei den Nordischen Junioren-Skiweltmeisterschaften 2004 in Stryn. Dort holte sie Gold mit der Staffel. Im März 2005 gewann sie bei den Nordischen Junioren-Skiweltmeisterschaften 2005 in Rovaniemi Silber mit der Staffel und Gold über 5 km. Ihr erstes Weltcuprennen lief sie im Januar 2006 in Oberstdorf, welches sie auf dem 34. Rang im Sprint beendete. Im folgenden Jahr holte sie in Rybinsk mit dem 25. Platz im 15-km-Massenstartrennen ihre ersten Weltcuppunkte. Ab 2007 startete sie ebenfalls im Skilanglauf-Eastern-Europe-Cup. Dabei erreichte sie sechs Podestplatzierungen, darunter ein Sieg und belegte in der Saison 2015/16 den neunten Platz und in der Saison 2016/17 den dritten Platz in der Gesamtwertung. Die Tour de Ski 2007/08 und die Tour de Ski 2008/09 beendete sie auf dem 32. und dem 30. Rang. Im Januar 2009 erreichte sie in Rybinsk mit dem neunten Platz im Sprint ihre erste Top-Zehn-Platzierung im Weltcup. Im folgenden Monat gewann sie bei der Winter-Universiade in Yabuli Gold im Freistilsprint. Im Januar 2010 errang sie bei der Tour de Ski 2009/10 den 28. Platz in der Gesamtwertung. Bei den nordischen Skiweltmeisterschaften 2011 in Oslo belegte sie den 18. Rang im Sprint. Im Januar 2015 erreichte sie in Rybinsk mit dem siebten Platz über 10 km Freistil ihre beste Platzierung im Weltcupeinzel und kam im folgenden Monat bei den nordischen Skiweltmeisterschaften in Falun auf den 36. Platz im 30-km-Massenstartrennen. Bei der Tour de Ski 2016 errang sie den 40. Platz.

## Siege bei Continental-Cup-Rennen
| Nr. | Datum             | Ort         | Disziplin       | Serie              |
| --- | ----------------- | ----------- | --------------- | ------------------ |
| 1.  | 27. Dezember 2010 | Krasnogorsk | Sprint Freistil | Eastern-Europe-Cup |

## Weltcup-Statistik
Die Tabelle zeigt die erreichten Platzierungen im Einzelnen.
- 1.–3. Platz: Anzahl der Podiumsplatzierungen
- Top 10: Anzahl der Platzierungen unter den ersten zehn
- Punkteränge: Anzahl der Platzierungen innerhalb der Punkteränge
- Starts: Anzahl gelaufener Rennen in der jeweiligen Disziplin
- Hinweis: Bei den Distanzrennen erfolgt die Einordnung gemäß FIS.

| Platzierung         | Distanzrennen a | Distanzrennen a | Distanzrennen a | Distanzrennen a | Distanzrennen a | Skiathlon Verfolgung | Sprint | Etappen- rennen b | Gesamt | Team   | Team    |
| Platzierung         | ≤ 5 km          | ≤ 10 km         | ≤ 15 km         | ≤ 30 km         | > 30 km         | Skiathlon Verfolgung | Sprint | Etappen- rennen b | Gesamt | Sprint | Staffel |
| ------------------- | --------------- | --------------- | --------------- | --------------- | --------------- | -------------------- | ------ | ----------------- | ------ | ------ | ------- |
| 1. Platz            |                 |                 |                 |                 |                 |                      |        |                   |        |        |         |
| 2. Platz            |                 |                 |                 |                 |                 |                      |        |                   |        |        |         |
| 3. Platz            |                 |                 |                 |                 |                 |                      |        |                   |        |        |         |
| Top 10              |                 | 1               |                 |                 |                 |                      | 2      |                   | 3      | 1      | 5       |
| Punkteränge         | 5               | 4               | 2               |                 |                 | 8                    | 13     | 3                 | 35     | 2      | 6       |
| Starts              | 8               | 19              | 5               | 1               |                 | 19                   | 28     | 5                 | 85     | 2      | 6       |
| Stand: Karriereende |                 |                 |                 |                 |                 |                      |        |                   |        |        |         |